# Gordon Banks
Ne doit pas être confondu avec Gordon Banks (musicien).
Pour les articles homonymes, voir Banks.
Gordon Banks, né le 30 décembre 1937 à Sheffield (Angleterre) et mort le 12 février 2019 à Stoke-on-Trent (Angleterre), est un footballeur international anglais qui évoluait au poste de gardien de but.
C'est à ce poste et au sein de l'équipe d'Angleterre qu'il est victorieux à domicile de la Coupe du monde de 1966, et c'est dans l'édition suivante au Mexique de la Coupe du monde qu'il entre définitivement dans la postérité footballistique lors d'une confrontation Angleterre-Brésil, où il est l'auteur d'un arrêt décisif et spectaculaire sur une tête à bout portant de Pelé, à tel point que cet arrêt est couramment considéré comme « l'arrêt du siècle »,.
Il est considéré, avec le Russe Lev Yachine, l'allemand Manuel Neuer, les Italiens Dino Zoff & Gianluigi Buffon et l'Espagnol Iker Casillas, comme l'un des meilleurs gardiens de but de l'histoire du football.
Il a notamment joué à Leicester City et à Stoke City. Banks a également été sélectionné soixante-treize fois avec l'Équipe d'Angleterre de football entre 1963 et 1972.
Jusqu'à sa mort, il est président du club de football anglais de Stoke City qui évolue en Premier League.

## Biographie
Gordon Banks fait ses débuts comme gardien dans l'équipe d'une entreprise d'exploitation de charbon près de Sheffield. En 1955, il est recruté dans le centre de formation de Chesterfield après s'être essayé au métier de maçon. Il fait ses débuts professionnels en équipe première en 1958, en Troisième Division anglaise. L'année suivante, il est acheté pour 7 000 livres par Leicester City.
C'est à partir de là que sa carrière décolle véritablement. Après quatre matches avec l'équipe réserve, il remplace le portier titulaire blessé, Dave McLaren (en) pour deux matches où il fait une bonne impression. Il est relégué en équipe réserve lorsque celui-ci est rétabli, mais est de nouveau rappelé après que l'équipe a encaissé 14 buts en 5 matches. Il devient alors le premier choix au poste de gardien. En 1961, il dispute mais perd sa première finale de FA Cup contre Tottenham Hotspur. Deux ans plus tard, c'est contre Manchester United cette fois que Leicester perd la FA Cup. Il faudra attendre 1964 pour que Banks gagne son premier titre en club : la Coupe de la Ligue anglaise. Gordon Banks commence à apparaître comme l'un des portiers du championnat. Alf Ramsey, le tout nouveau sélectionneur de l'équipe d'Angleterre, nommé après la défaite lors de la Coupe du monde 1962, souhaite tester de nouveaux joueurs en vue de préparer une équipe pour la Coupe du monde 1966 organisée en Angleterre. Il offre sa chance à Banks en 1963 et celui-ci devient rapidement le titulaire au poste.
Gordon Banks a largement contribué au succès de l'Angleterre en Coupe du monde 1966. Avant la finale contre la RFA, son talent, ainsi que l'hermétique charnière centrale composée de Bobby Moore et de Jack Charlton, a permis à l'Angleterre de n'encaisser qu'un seul but. Malgré un but litigieux de Geoff Hurst en prolongations, l'Angleterre s'impose 4 à 2.
Néanmoins, ce succès en Coupe du monde ne suffit pas à lui garantir une place de titulaire dans son club. Dès 1966, il est mis en concurrence avec Peter Shilton, un joueur de 17 ans, très doué, qui exige une place de titulaire dans les modalités de son premier contrat professionnel. Bien que Gordon Banks fût le gardien numéro un en Angleterre, il demanda à être transféré. C'est ainsi qu'il rejoint Stoke City en 1967. Il dispute la même année, une saison dans la Ligue professionnelle américaine au sein des Cleveland Stokers (en). En fait, les Cleveland Stokers ne sont à l'époque qu'une franchise américaine de l'équipe de Stoke City, intégré au championnat américain. En 1968, il dispute l'Euro mais échoue en demi-finale contre la Yougoslavie.

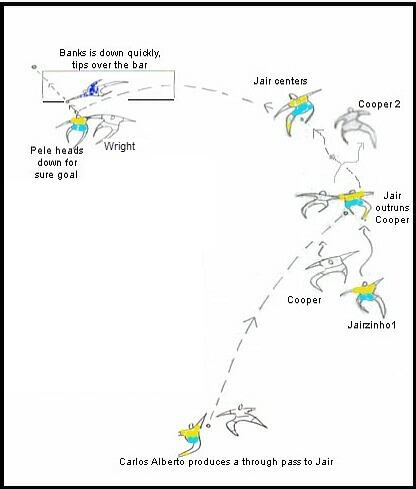
L'arrêt de Gordon Banks devant Pelé lors de la Coupe du monde 1970

En 1970, Gordon Banks dispute sa seconde Coupe du monde. Le fait marquant de ce tournoi pour Banks est son spectaculaire arrêt réalisé durant la poule de qualifications face au Brésil. Lors de ce match, Pelé exécuta une tête au ras du poteau, que tout le monde voyait déjà au fond des filets. Pelé lui-même cria alors « Gol » mais Banks repoussa le ballon d'une manchette au-dessus de la transversale au prix d'une remarquable détente. Pelé rendit hommage à Banks par un aphorisme : « J'ai marqué un but mais Banks l'a arrêté ». Néanmoins, cela n'empêchera pas la défaite de l'équipe anglaise 1 à 0, ni leur qualification pour le second tour. Cet arrêt est devenu une référence dans les arrêts réflexes et la parade est souvent citée comme étant l'arrêt du siècle.

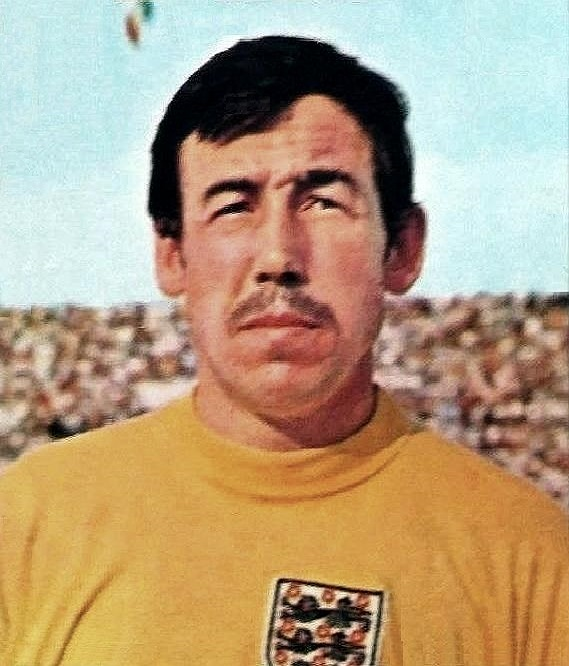
Gordon Banks en 1970.

En quart de finale, l'Angleterre est opposée une nouvelle fois à la RFA dans ce qui peut apparaître comme une revanche de la finale de la Coupe du monde 1966. Gordon Banks, si brillant face au Brésil, n'est pas sur le terrain. Souffrant de maux d'estomac depuis la veille, il est jugé hors de forme par Alf Ramsey et est remplacé par Peter Bonetti. Si le début du match est en faveur des Anglais qui mènent 2 à 0, petit à petit, la tendance s'inverse sous l'impulsion de Franz Beckenbauer. Celui-ci marque d'un tir qui passe sous Bonetti et est imité par Uwe Seeler puis par Gerd Müller en prolongations. La RFA élimine l'Angleterre 3 à 2.
Deux ans plus tard, Gordon Banks est bien sur le terrain cette fois, lorsque les Allemands écartent l'Angleterre en quarts de finale de l'Euro 1972 (3-1). La même année, il remporte sa seconde Coupe de la Ligue, et s'illustre particulièrement en demi-finale contre West Ham United en arrêtant un penalty de Geoff Hurst.
La carrière de Gordon Banks va cependant connaître une fin brutale. Le 22 octobre 1972, il est victime d'un accident de voiture qui lui coûte l'usage de l'œil droit. Malgré ses trente-quatre ans, il était encore au sommet de sa forme et de ses capacités. Néanmoins, ce handicap l'empêche de continuer une carrière professionnelle à ce poste. Il prend sa retraite la même année et sera remplacé en club deux ans plus tard, par son ancien coéquipier Peter Shilton.
Il sortira de sa retraite en 1977 pour signer un contrat aux Strikers de Fort Lauderdale, dans une Ligue américaine qui propose des ponts d'or aux anciennes gloires du football comme Johan Cruyff, Franz Beckenbauer ou Pelé. Gordon Banks jouera même aux côtés de George Best et malgré son handicap se verra attribuer le titre de "Meilleur gardien du championnat". Il prendra définitivement sa retraite en 1978 après une défaite 3 à 2 contre les Tampa Bay Rowdies.
Gordon Banks meurt dans la nuit du lundi 11 au mardi 12 février 2019, à l'âge de 81 ans ; sa famille annonce la nouvelle le 12 février 2019, via le site internet de Stoke City.

## Palmarès

### En club
- Leicester City :
  - Vainqueur de la Coupe de la Ligue en 1964.
  - Finaliste de la Coupe de la Ligue en 1965.
  - Finaliste de la Coupe d'Angleterre en 1961 et en 1963.
- Stoke City :
  - Vainqueur de la Coupe de la Ligue en 1972.

### En sélection
- Angleterre :
  - Vainqueur de la Coupe du Monde en 1966.
  - 3e au Championnat d'Europe des Nations en 1968.

### Distinction individuelle
- Élu joueur FWA de l'année en 1972

## Dans la culture populaire
Après 1966, Gordon Banks fut surnommé « Banks of England », un compliment qui voulait dire qu'il était sûr comme la Banque d'Angleterre, The Bank of England.
Dans son album Grand Soir, La Ruda dédie une chanson à son fameux exploit de la coupe du monde.